# Seth I
Seth I o Meribra fou un faraó de la dinastia XIII d'Egipte.
El seu nom de tron o nesut biti, Meribra, és dubtós, ja que al Papir de Torí està damnat. El seu nom personal (Sa Ra) fou Seth o Set (potser Setkare).
No es pot llegir la durada del seu regnat, probablement curt (al tomb d'un any).